# 221.ª Brigada Mixta (Ejército Popular de la República)
La 221.ª Brigada Mixta fue una unidad del Ejército Popular de la República creada durante la Guerra Civil Española. A lo largo de la contienda estuvo desplegada en los frentes de Andalucía y Levante.

## Historial
La unidad fue creada en el verano de 1937, en Ciudad Real, a partir de los reemplazos de 1930, 1937 y 1938. Para la jefatura de la 220.ª Brigada Mixta se designó al comandante de infantería José Torralba Ordóñez, quedando la unidad agregada a la 68.ª División del XX Cuerpo de Ejército.
En diciembre de 1937 fue transferida a la 71.ª División del XXIII Cuerpo de Ejército y trasladada a Albuñol. En marzo de 1938 el comandante Torralba asumió la jefatura de la división, por lo que el mando de la 221.ª BM pasó al mayor de milicias Jesús Rubio Cerón. El 11 de junio, debido a la difícil situación en la que se encontraban las fuerzas republicanas en Levante, fue enviada como refuerzo al sector amenazado. Agregada a la 49.ª División del XX Cuerpo de Ejército, pasó a cubrir la línea defensiva establecida en el río Mijares. Para el 4 de julio se encontraba defendiendo el sector Vall de Uxó-Alfondeguilla, replegándose posteriormente hasta alcanzar la línea XYZ.
Entre el 7 y el 10 de noviembre tomó parte en la ofensiva republicana sobre Nules y Castellón, que terminaría fracasando. Tras esto no volvió a intervenir en operaciones militares. El 4 de febrero de 1939 la 221.ª BM fue agregada a la 15.ª División del XX Cuerpo de Ejército y pasó a relevar a la 75.ª Brigada Mixta.

## Mandos
Comandantes
- Comandante de infantería José Torralba Ordóñez;[5]
- Mayor de milicias Jesús Rubio Cerón;

Comisarios
- Antonio Romero Cebriá, de IR;[6]